# 伊德妃
伊氏（？－947年后），五代十国人，后唐庄宗李存勖的妃子。

## 生平
伊氏是李存勖结发妻子韩氏之外所纳的第一妾，称作次妃，顺序犹在刘玉娘之前。她是兖州（今山东省济宁市]兖州区）人，父亲伊廣。李存勖称晋王后，她被封为燕国夫人。李存勖即位，立刘玉娘为皇后，伊氏封为德妃，韩氏为淑妃。
李存勖死，后唐明宗即位，赐死皇后刘玉娘，遣散后唐莊宗其他所有妃嫔，只留下淑妃韩氏、德妃伊氏两人，以先帝遗妃供养宫中。后移居太原。后唐灭亡时，两妃被契丹虏往辽国，后晋灭亡之时还健在，似已被辽主收纳或被赐予辽臣为妻。

## 延伸阅读
[在维基数据编辑]
 《舊五代史·卷49》，出自薛居正《舊五代史》